# Abborrtjärnen (Arvidsjaurs socken, Lappland, 727820-163561)
Abborrtjärnen är en sjö i Arvidsjaurs kommun i Lappland och ingår i Byskeälvens huvudavrinningsområde.